# Cladanthus
 Cladanthus   Alexandre Henri Gabriel de Cassini, 1816 è un genere di piante angiosperme dicotiledoni della famiglia delle Asteraceae, sottofamiglia Asteroideae, tribù Anthemideae (Mediterranean clade) e sottotribù Santolininae.

## Etimologia
Il nome del genere deriva da due parole greche "klados" (= ramo) e "anthos" (= fiore).
Il nome scientifico del genere è stato definito dal botanico Alexandre Henri Gabriel de Cassini (1781-1832) nella pubblicazione " Dictionnaire des Sciences Naturelles, dans lequel on traite méthodiquement des différens êtres de la nature, considérés soit en eux-mêmes, d'aprés l'état actuel de nos connoissances, soit relativement à l'utilité quén peuvent retirer la médecine, l'agriculture, le commerce et les arts. Strasbourg. Edition 2" ( Dict. Sci. Nat., ed. 2. [F. Cuvier] 2(suppl.): 75) del 1816.

## Descrizione

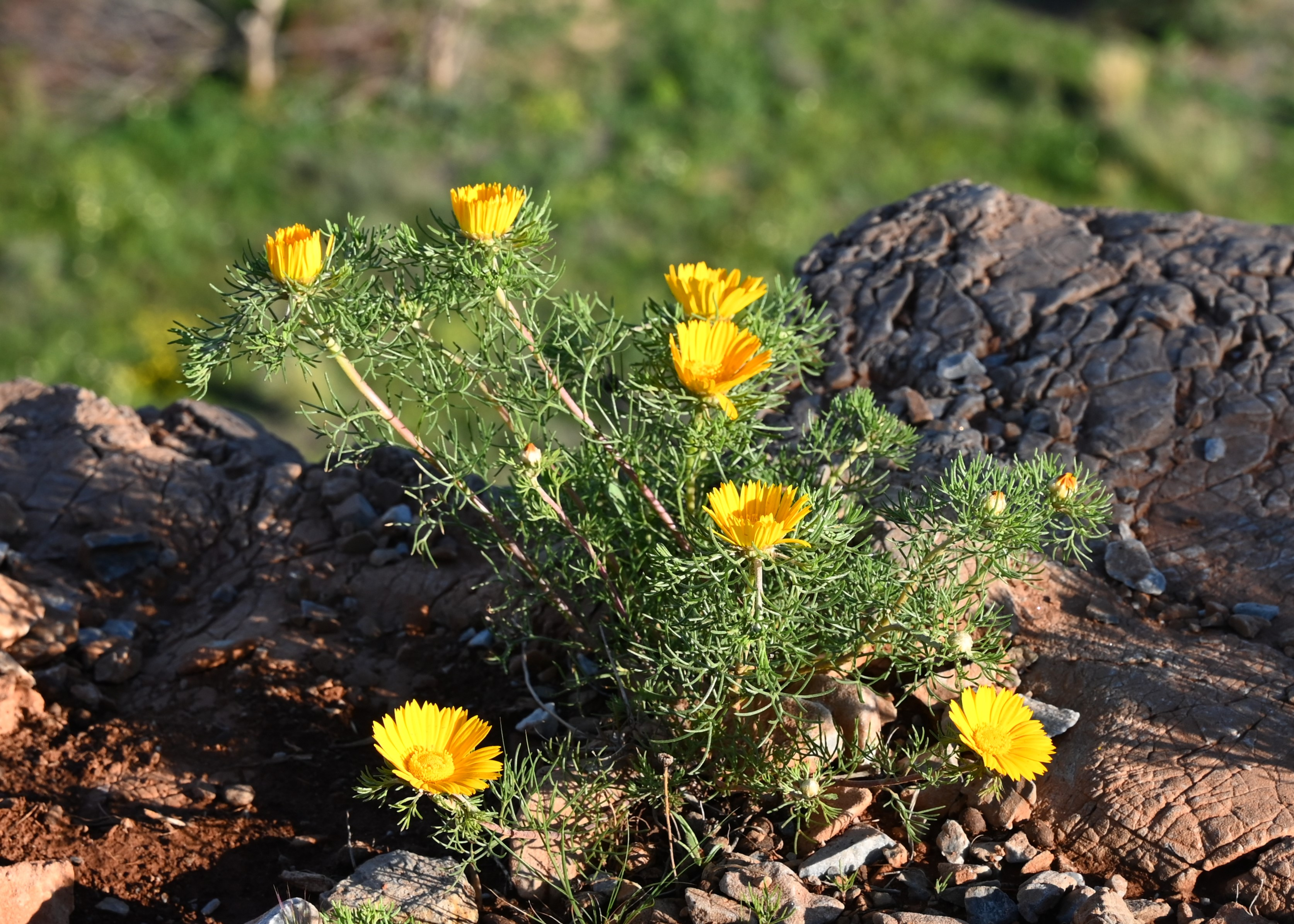
Il portamento
Cladanthus arabicus

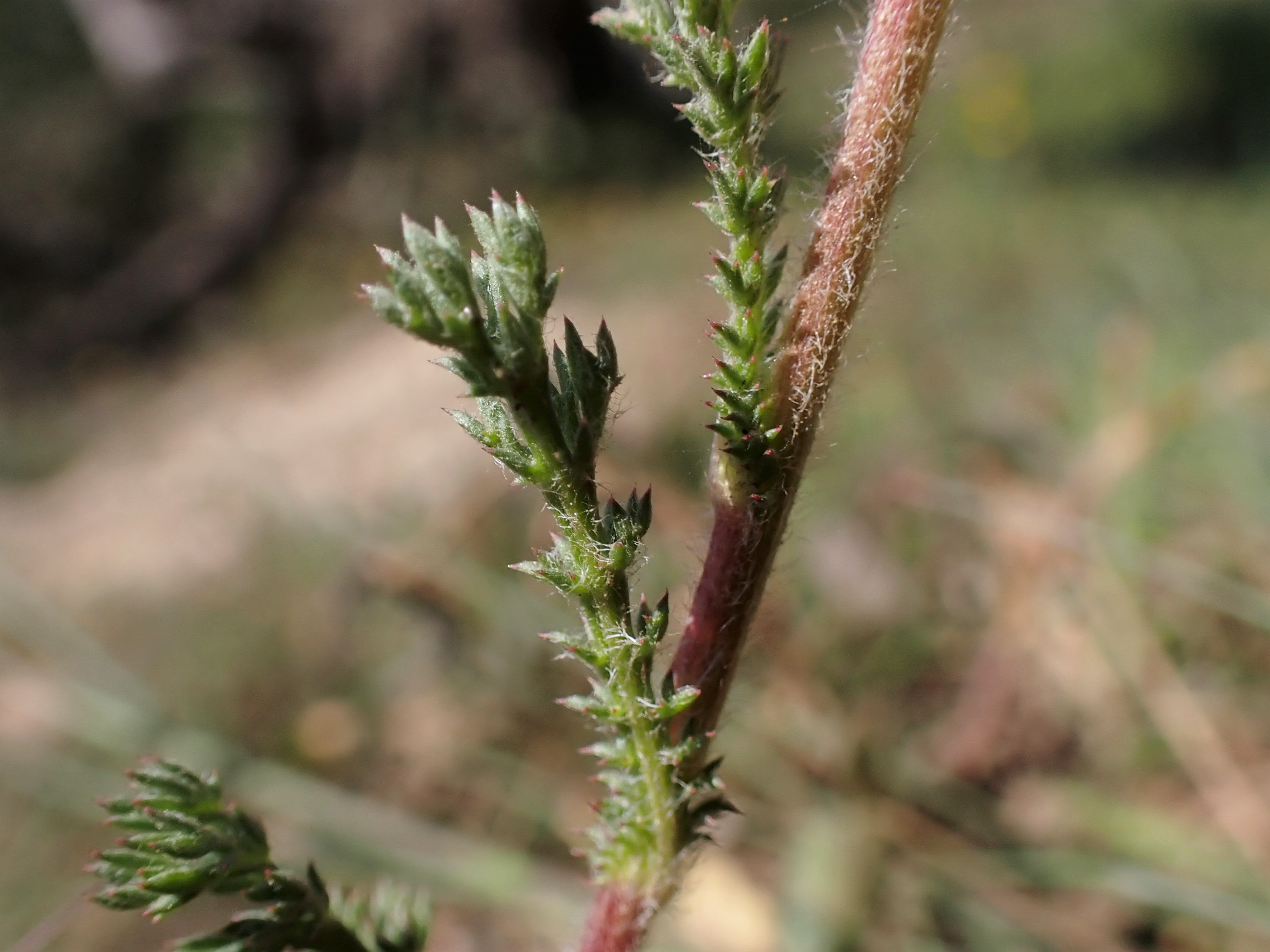
Le foglie
Cladanthus mixtus

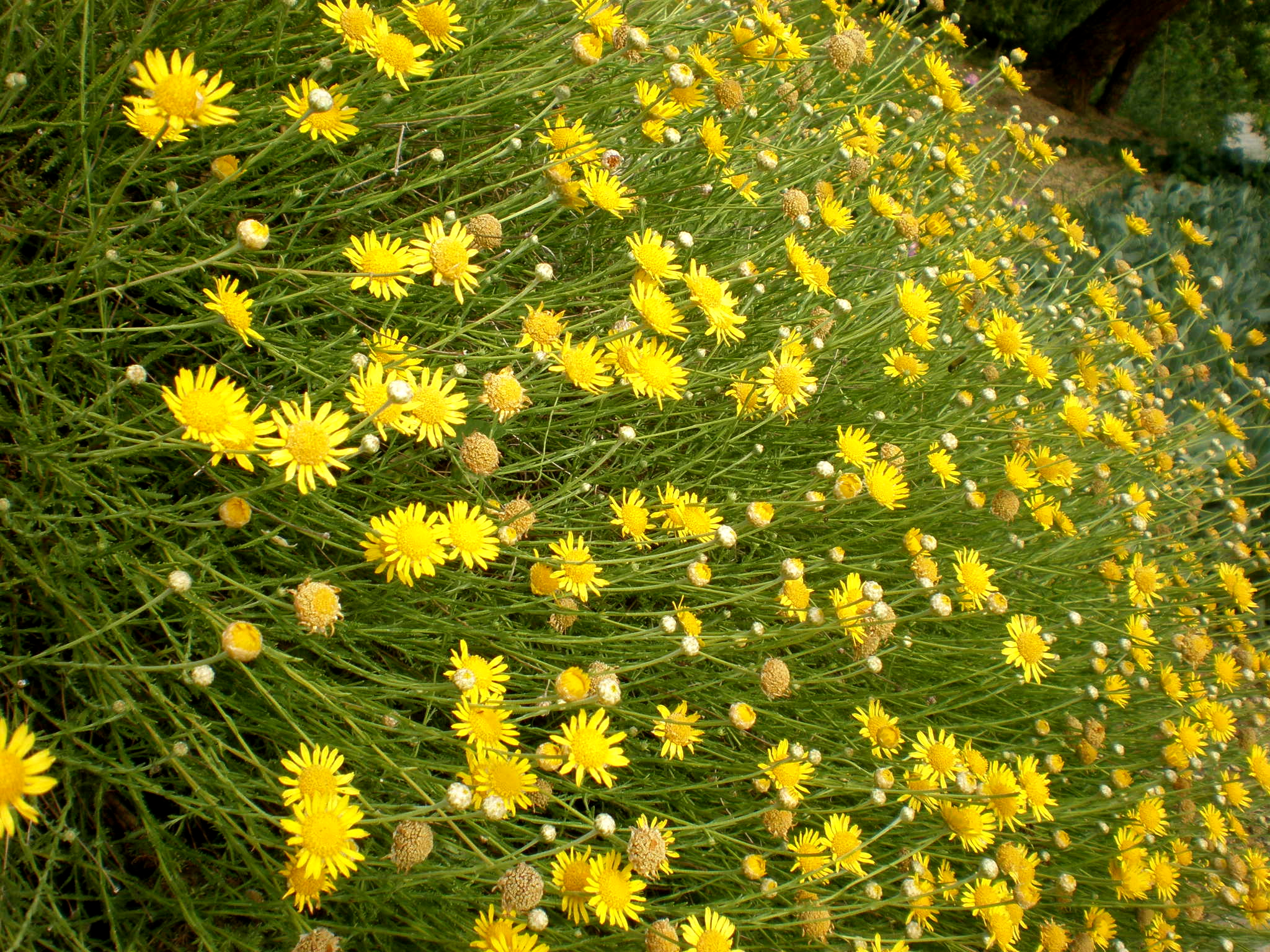
Infiorescenza
Cladanthus scariosus

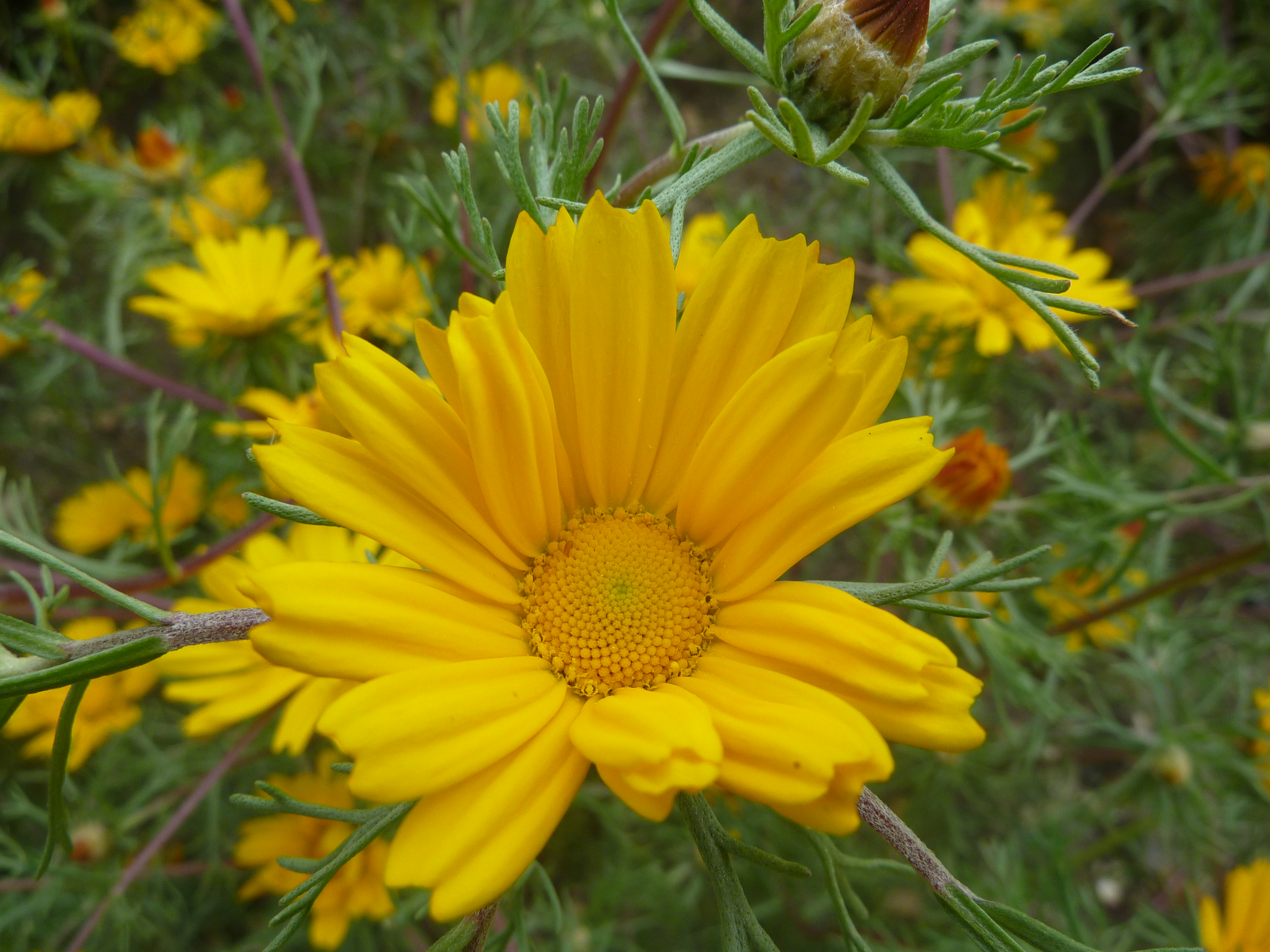
I fiori
Cladanthus arabicus

Portamento. Le specie di questo genere sono delle erbe (perenni o annuali), arbusti o cespugli. Nell'indumento di queste specie possono essere presenti anche peli di tipo basifisso. Queste specie sono aromatiche.
Fusto. La parte aerea in genere è eretta, semplice o ramosa. Altezza media: 10-60 cm.
Foglie. Le foglie lungo il caule in genere sono disposte in modo alterno; picciolate quelle basali e sessile quelle cauline. La lamina con forme da obovate o spatolate a oblunghe o lineari, e tipo da dentata o lobata fino a 2-pennatosetta. Le superfici sono da villose ad aracnose o glabrescenti.
Infiorescenza. Le sinflorescenze sono formate da capolini o solitari o raccolti in modo corimboso. Le infiorescenze vere e proprie sono composte da un capolino terminale peduncolato di tipo radiato. A volte i capolini sono sessili (privi di peduncolo). I capolini sono formati da un involucro, con forme emisferiche, composto da 16-24 brattee, al cui interno un ricettacolo fa da base ai fiori di due tipi: fiori del raggio e fiori del disco. Le brattee, piatte, con forme lanceolate-lineari o da lanceolate a oblunghe o obovate, canalicolate e scariose all'apice con ampi margini chiari (ialini), sono disposte in modo più o meno embricato su 2-3 serie. Il ricettacolo, da emisferico a strettamente conico (quasi colonnare), è provvisto di pagliette avvolgenti la base dei fiori. Le pagliette del ricettacolo sono genicolate (piegate) e leggermente canalicolate (carenate) con condotti resinosi centrali. Diametro dell'involucro: 5-8 mm.
Fiori.  I fiori sono tetra-ciclici (formati cioè da 4 verticilli: calice – corolla – androceo – gineceo) e pentameri (calice e corolla formati da 5 elementi). Si distinguono in:
- fiori del raggio (esterni): da 12 a 18 per capolino, sono femminili, fertili e sono disposti su una serie; la forma è ligulata (zigomorfa); a volte possono mancare o essere sterili;
- fiori del disco (centrali): sono più numerosi (da 40 a 150) con forme brevemente tubulose (attinomorfe); sono ermafroditi e fertili.

- Formula fiorale:

*/x K {\displaystyle \infty }, [C (5), A (5)], G 2 (infero), achenio
- Calice: i sepali del calice sono ridotti ad una coroncina di squame.

- Corolla:

- fiori del raggio: la forma della corolla alla base è più o meno tubulosa-imbutiforme, mentre all'apice è ligulata; la ligula, più o meno oblunga, può terminare con alcuni denti; il colore è bianco, bianco con base gialla, giallo o arancione;
- fiori del disco: la forma è tubulare/campanulata bruscamente divaricata in 5 lobi; i lobi, patenti o eretti, hanno una forma deltata o più o meno lanceolata e saccata alla base; il colore è giallo o arancio. Alla base sono fortemente saccate.

- Androceo: l'androceo è formato da 5 stami (alternati ai lobi della corolla) sorretti da filamenti generalmente liberi con collare filamentare a forma di balaustra. Gli stami sono connati e formano un manicotto circondante lo stilo. Le antere possono essere sia di tipo basifissa che medifissa (ossia attaccate al filamento per la base – nel primo caso; oppure in un punto intermedio – nel secondo caso).[13] Questa caratteristica ha valore tassonomico in quanto distingue i generi gli uni dagli altri. Il tessuto endoteciale (rivestimento interno dell'antera) non è polarizzato. Il polline è sferico con un diametro medio di circa 25 micron;  è tricolporato (con tre aperture sia di tipo a fessura che tipo isodiametrica o poro) ed è echinato (con punte sporgenti).

- Gineceo: l'ovario è infero uniloculare formato da 2 carpelli. Lo stilo (il recettore del polline) è profondamente bifido (con due stigmi divergenti) e con le linee stigmatiche marginali separate o contigue. I due bracci dello stilo hanno una forma troncata e possono essere papillosi o ricoperti da ciuffi di peli.

Frutti. I frutti sono degli acheni, senza pappo, con un pericarpo sottile. La forma degli acheni è obovoide con sezione rotonda; spesso sono percorsi da due increspature laterali e una adassiale. L'apice è marginalmente arrotondato. Il pericarpo è costituito da grandi cellule mucillaginifere in file longitudinali, senza sacche di resina.

## Biologia
Impollinazione: l'impollinazione avviene tramite insetti (impollinazione entomogama tramite farfalle diurne e notturne).

Riproduzione: la fecondazione avviene fondamentalmente tramite l'impollinazione dei fiori (vedi sopra).

Dispersione: i semi (gli acheni) cadendo a terra sono successivamente dispersi soprattutto da insetti tipo formiche (disseminazione mirmecoria). In questo tipo di piante avviene anche un altro tipo di dispersione: zoocoria. Infatti gli uncini delle brattee dell'involucro (se presenti) si agganciano ai peli degli animali di passaggio disperdendo così anche su lunghe distanze i semi della pianta. Inoltre per merito del pappo (se presente) il vento può trasportare i semi anche a distanza di alcuni chilometri (disseminazione anemocora).

## Distribuzione e habitat
Le specie di questo genere sono distribuite nel Mediterraneo.

## Sistematica
La famiglia di appartenenza di questa voce (Asteraceae o Compositae, nomen conservandum) probabilmente originaria del Sud America, è la più numerosa del mondo vegetale, comprende oltre 23.000 specie distribuite su 1.535 generi, oppure 22.750 specie e 1.530 generi secondo altre fonti (una delle checklist più aggiornata elenca fino a 1.679 generi). La famiglia attualmente (2021) è divisa in 16 sottofamiglie; la sottofamiglia Asteroideae è una di queste e rappresenta l'evoluzione più recente di tutta la famiglia.

### Filogenesi
Il gruppo di questa voce è descritto nella tribù Anthemideae, una delle 21 tribù della sottofamiglia Asteroideae). In base alle ultime ricerche nella tribù sono stati individuati (provvisoriamente) 4 principali lignaggi (o cladi): "Southern hemisphere grade", "Asian-southern African grade", "Eurasian grade" e "Mediterranean clade". Il genere  Cladanthus  (insieme alla sottotribù Santolininae  ) è incluso nel Mediterranean clade..
I caratteri distintivi del genere sono:
- l'indumento è fatto di peli basifissi;
- la corolla dei fiori del disco alla base è saccata (a forma di sacco).

Il numero cromosomico delle specie di questo genere è: 2n = 18.
In base all'"orologio molecolare", questo genere ha iniziato a divergere circa 5 milioni di anni fa.

### Elenco delle specie
Questo genere ha 5 specie:
- Cladanthus arabicus (L.) Cass.
- Cladanthus eriolepis  (Coss. ex Maire) Oberpr. & Vogt
- Cladanthus flahaulti i (Emb.) Oberpr. & Vogt
- Cladanthus mixtus  (L.) Chevall.
- Cladanthus scariosus  (Ball) Oberpr. & Vogt

### Sinonimi
Sono elencati alcuni sinonimi per questa entità:
- Ormenis (Cass.) Cass.

### Specie spontanee italiane
Elenco delle specie presenti in Italia:
- Cladanthus mixtus  (L.) Chevall. - Camomilla bicolore: l'altezza massima della pianta è di 5-40 cm; il ciclo biologico è annuo; la forma biologica è terofita scaposa (T scap); il tipo corologico è Steno-Mediterraneo; l'habitat tipico sono i pascoli, gli incolti e le aree sabbiose marittime; in Italia è una specie comune e si trova lungo i litorali fino ad una quota di 1.000 m s.l.m..